# Géza Kardos
Géza Kardos (Kispest, 20 giugno 1918 – Budapest, 13 luglio 1986) è stato un cestista ungherese.

## Carriera
Con l'Ungheria ha preso parte ai Giochi olimpici di Londra 1948 e a tre edizioni dei Campionati europei (1939, 1946, 1947).